# Ricardo López Aranda
Ricardo López Aranda (Santander, Cantabria, 20 de diciembre de 1934 - Madrid, 25 de noviembre de 1996), autor de teatro español.

## Biografía
Nació en Santander en 1934. Estudió en el colegio San José, el seminario menor de Corbán y finalmente en el Instituto Santa Clara. En 1941 la casa de su familia fue destruida por el incendio de Santander. 
A partir de mediados de los años cincuenta lleva a cabo estudios de derecho y filosofía y letras en Madrid y escribe sus primeras obras. En abril de 1956 queda finalista de premio Garcilaso de la Vega con el libro de poemas Ángeles de barro y en 1957 lee su obra original El Faro. En 1958 recibe el Premio Nacional de Teatro Universitario por su obra Nunca amanecerá  y escribe la novela (inédita) Esta juventud que va a morir, basada en su obra teatral Los sin raíz. Publica en la revista Acento Cultural una versión de Edipo (también titulada La esfinge sin secreto). En 1960 su obra Cerca de las estrellas recibe el premio Nacional de Teatro Calderón de la Barca y en 1961 el premio Aguilar. Se estrena con gran éxito en el Teatro Nacional María Guerrero ese mismo año y es llevada al cine en 1962 y a la televisión en 1966, en el marco del programa Estudio 1. En 1964 escribe Noches de San Juan, que recibe el primer accésit al premio Lope de Vega y se estrenará en el Teatro Nacional María Guerrero en 1965.
Muchas de las obras escritas en este período, incluidas las de mayor éxito, Cerca de las Estrellas y Noches de San Juan, se inscriben en la corriente realista propia de la época. Al mismo tiempo escribe una serie de obras que él mismo enmarcó en el Teatro de la crueldad (La cita, el asedio, Los laberintos, El funcionario y La espera) en las que se observa la influencia del teatro del absurdo. 
Un tercer grupo de obras, en las que se encuentran el citado Edipo, al que se añaden entre 1963 y 1964 Yo, Martín Lutero y la trilogía Mario, Sila y César abordan grandes temas como la fe, la libertad y el poder con el lenguaje de la tragedia. Trata de estrenar la obra Yo, Martín Lutero, pero ésta no supera la censura, entonces trámite previo obligatorio, algo que le causará al autor un gran desánimo, pues la consideraba su mejor obra. Puede decirse, en todo caso, que su teatro realista, su “teatro de la crueldad” y sus tragedias modernas tienen un hilo conductor común: la reflexión sobre la condición del hombre, la injusticia, la ilusión de la libertad y la esperanza desesperanzada.
Coincidiendo con la infancia de sus dos hijos escribe varias obras de teatro infantil: la obra original El cocherito Leré, y las adaptaciones El pájaro azul y Don Quijote de la Mancha, estrenadas en el Teatro María Guerrero respectivamente en 1966, 1967 y 1973. En 1975 estrena la obra infantil original El pájaro del arco iris.
Entre 1965 y 1971 trabaja en el departamento de guiones de RTVE y lleva a cabo numerosas adaptaciones para la televisión, en particular en el espacio Novela. En 1971 recibe el premio Quijote de Oro por los guiones de la serie Páginas sueltas. Posteriormente, dentro de su producción televisiva destaca también la serie El juglar y la reina (1978).
En 1969 estrena en el Teatro Lara una adaptación de Fortunata y Jacinta, de Benito Pérez Galdós, escritor sobre el que poseía un profundo conocimiento. La obra se reestrenaría en el Festival Internacional de Santander en 1993 y en el Teatro Español de Madrid en 1994 bajo la dirección de Juan Carlos Pérez de la Fuente. También escribiría, en 1977, junto con Mario Camus, los guiones para la serie de televisión basada en la novela, producida por RTVE.
Además de para la televión, escribirá guiones para varias películas: Cerca de las estrellas ya citada (1962, dirigida por César Ardavin), Marta (1971, José Antonio Nieves Conde), Tormento (1973, Pedro Olea) y colabora en la versión cinematográfica de Fortunata y Jacinta (1969, Angelino Fons).
En 1971 el fallecimiento al nacer de su tercer hijo le sume en una gran tristeza que le lleva a escribir El crisantemo y la cometa, único libro de poemas que quiso publicar, ya al final de su vida. (El otro libro de poesía que ha visto la luz, Biografía secreta, es póstumo). Es también autor de novela y ensayo inéditos.
Entre 1972 y 1977 estrena un buen número de adaptaciones de novelas y obras de teatro clásicas, entre ellas El Buscón, estrenada en el Teatro Español con dirección de Alberto González Vergel e interpretación de José Antonio Cobián, Lola Cardona, José María Prada, Luisa Sala, Andrés Mejuto, Javier Loyola, Carmen Rossi y Ángel Quesada. Escribe varias obras originales: Las herederas del sol, Los extraños amantes (obra de café-teatro estrenada en 1974) y Un periodista español (sobre Mariano José de Larra). En 1976 recibe el premio Cántabro del año.
En 1978 estrena en el Teatro Barceló de Madrid Isabelita la miracielos, con Vicente Parra y Amparo Baró, obra que se sitúa en el contexto de la transición española a la democracia, y en 1980 su versión de La Celestina, en el Teatro Espronceda 34 de Madrid, con José Sancho, Inma de Santis y María Guerrero López. En 1982 se traslada a México, donde escribe los guiones de la serie de televisión Leona Vicario. En 1983 estrena en el Teatro de la Comedia Isabel, reina de corazones, con Nati Mistral y Conchita Montes, dirigida por Antonio Mercero, que conoce un importante éxito, recibe el premio María Rolland y es emitida por TVE en 1984.
Fallece en Madrid en noviembre de 1996. En 1998 la Asociación de Autores de Teatro con el apoyo de la Consejería de cultura de Cantabria editó una antología de su obra teatral.
En 1998 el Ayuntamiento de Santander instituye el Premio internacional de teatro Ricardo López Aranda, que en la actualidad tiene carácter bienal.
El Fondo Ricardo López Aranda, que reúne su obra teatral original, se encuentra depositado en el Centro de Documentación de las Artes Escénicas y de la Música (CDAEM), en Madrid, y su obra poética en la Biblioteca Central de Cantabria, en Santander.
Entre agosto y octubre de 2021 la Biblioteca Central de Cantabria organizó una exposición en homenaje a Ricardo López Aranda en torno a la cual se celebró una mesa redonda, se grabaron una serie de intervenciones en vídeo acerca de su obra por parte, entre otros, de Jesús Campos , Manuel Galiana , Jerónimo López Mozo, Santiago Martín Bermúdez, etc., y se llevó a cabo la lectura dramatizada de la pieza de café teatro Los extraños amantes por parte del grupo teatral La Machina Teatro.

## Premios
Primer Premio Nacional de Teatro Universitario (1958) por Nunca amanecerá; Premio de periodismo Santo Tomás de Aquino (1958) por su artículo Hacia una universidad mejor; Premio Nacional de Teatro Calderón de la Barca (1960) y Premio Aguilar 1960-1961 por Cerca de las Estrellas; Accésit al Premio Lope de Vega (1964) por Noches de San Juan; Premio Quijote de Oro (1971) por el guion para televisión Páginas sueltas; Premio Cántabro del año (1976); Premio María Rolland (1983) por Isabel, reina de corazones.

## Obra

### Teatro (obras originales)
- Esperando la llamada, 1954

- El faro, 1957
- Nunca amanecerá, 1958
- La esfinge sin secreto, 1958
- Cerca de las estrellas, 1960[40]
- La contrata, 1960

- Cuando las gaviotas gritan, 1960

- El asedio, 1960
- La cita, 1960
- La espera, 1961

- La subasta de los hombres nuevos,1962
- Yo, Martin Lutero, 1963[41]
- Noches de San Juan, 1965
- El cocherito leré, 1966
- Las subversivas S.L., 1970[42]
- El rapto de las sabinas, 1971

- Las herederas del sol, 1973

- Los extraños amantes, 1974
- El pájaro del arco iris, 1975
- Isabelita la Miracielos, 1978
- Isabel, reina de corazones, 1983[43]
- El traje del rey
- La rata en el fondo
- La ardiente piel de los muertos
- Los malditos
- Los sin raíz

### Adaptaciones (selección)
- Fortunta y Jacinta[44], 1969
- El Buscón,1970
- La Celestina, 1973
- Don Quijote de la Mancha, 1973
- El sombrero de tres picos, 1974
- Juno y el pavo real, 1981
- El enfermo de aprensión
- La Dorotea
- Un enemigo del pueblo
- El pájaro azul

### Poesía
- El crisantemo y la cometa[45]
- Biografía secreta[46]

### Cine
- Cerca de las estrellas, 1962
- Fortunata y Jacinta, 1970
- Marta, 1971
- Tormento, 1974

### Televisión
- El ajedrez del amor, 1968
- Páginas sueltas, 1970
- El juglar y la reina, 1978
- Fortunata y Jacinta, 1980
- Leona Vicario, 1982